# Godyris nepos
Godyris nepos is een vlinder uit de familie Nymphalidae. De wetenschappelijke naam van de soort is voor het eerst geldig gepubliceerd in 1875 door Gustav Weymer.